# Nowy Meksyk
Nowy Meksyk (ang. New Mexico, wymowa: /nu: ˈmɛksɪkoʊ/ⓘ; hiszp. Nuevo México; nawaho Yootó Hahoodzo) – stan na południowym zachodzie Stanów Zjednoczonych. Od południa graniczy z Meksykiem, natomiast z pozostałych stron z innymi amerykańskimi stanami (od zachodu z Arizoną, od północy z Kolorado, od wschodu z Oklahomą i Teksasem).
Nowy Meksyk jest w przeważającej mierze stanem górskim, z ponad setką nazwanych grup górskich. Pustynia Chihuahua obejmująca południową część stanu jest największą pustynią w Ameryce Północnej. Na wschodzie znajduje się fragment płaskowyżu Llano Estacado. Stan posiada łagodny, suchy lub półsuchy klimat kontynentalny, który charakteryzuje się niewielkimi opadami, dużym nasłonecznieniem i niską wilgotnością względną.
Stan liczy 2,1 mln mieszkańców, w tym prawie połowa (45%) zamieszkuje obszar metropolitalny największego miasta – Albuquerque. Z gęstością zaludnienia 6,6 os./km², jest szóstym najsłabiej zaludnionym stanem USA. Stolicą stanu jest Santa Fe. Nowy Meksyk ma najwyższy odsetek ludności latynoskiej (ok. 50%) w Stanach Zjednoczonych, oraz drugi po Alasce odsetek rdzennych Amerykanów (blisko 10%).

## Symbole stanu
- Dewiza: Crescit Eundo („Rośnie sam”)
- Przydomek: Land of Enchantment („Kraina Oczarowania”)
- Symbole:
  - kwiat: jukka
  - drzewo: pinion
  - ptak: Kukawka kalifornijska

## Historia
- 1540–1542 – wyprawa hiszpańskiego konkwistadora Francisco Vásquez de Coronado
- 1610 – gubernator Nowego Meksyku Pedro de Peralta formalnie zakłada miasto Santa Fe
- 1680 – zwycięska rebelia ludu Pueblo pod wodzą Popé zmusiła hiszpańskich kolonizatorów do opuszczenia na pewien czas niemal całego Nowego Meksyku
- do 1821 wchodził w skład hiszpańskiego Wicekrólestwa Nowej Hiszpanii, następnie Meksyku
- 1848 – po przegranej wojnie Meksyk przekazał Amerykański Południowy Zachód Stanom Zjednoczonym
- 1912 – Nowy Meksyk został przyjęty do Unii jako 47. stan
- 16 lipca 1945 – na pustyni koło Alamogordo zdetonowano w celach doświadczalnych pierwszą bombę atomową

## Geografia

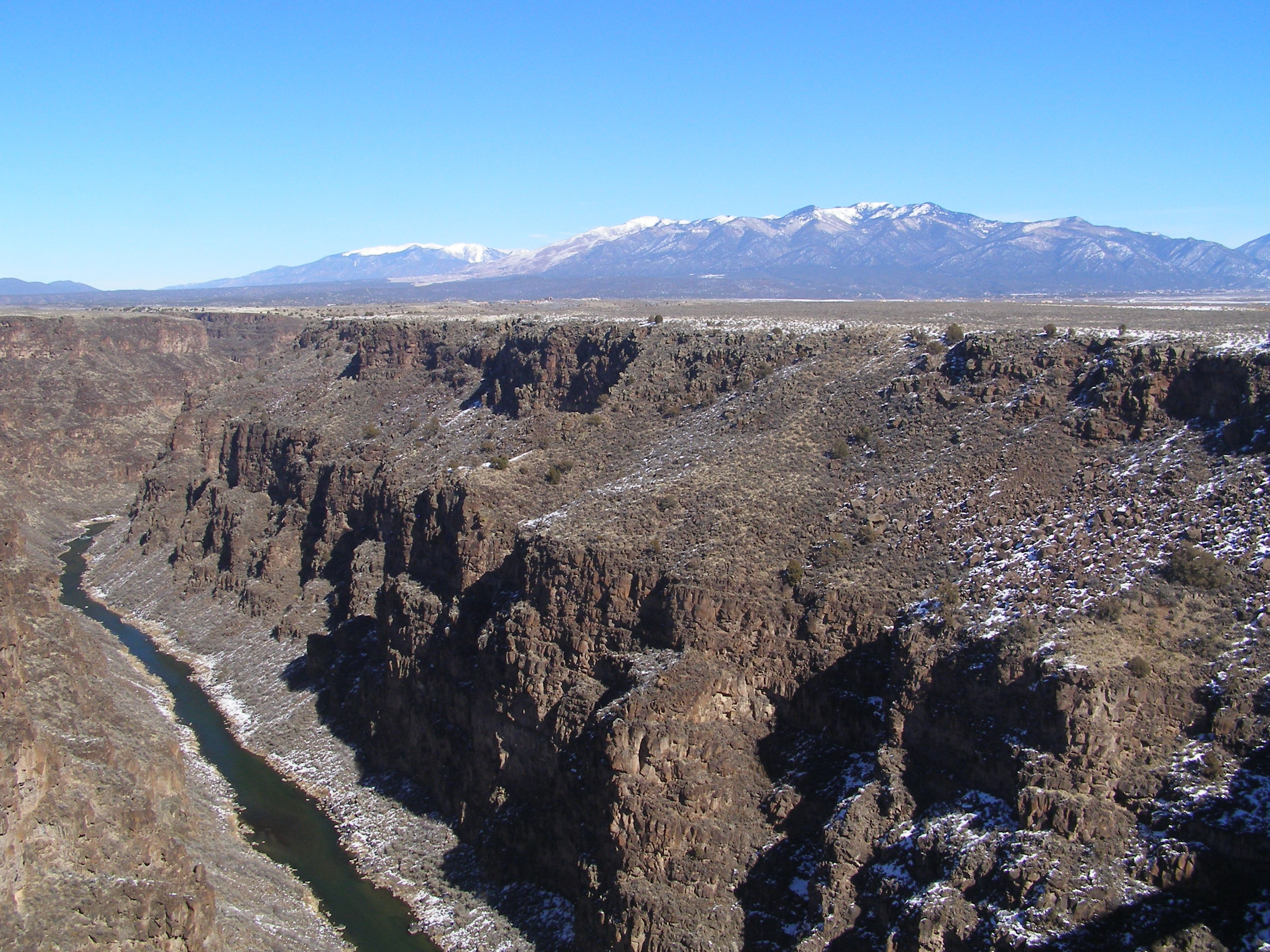
Wąwóz rzeki Rio Grande

Klimat jest bardzo zróżnicowany w zależności od położenia i wysokości. Na południu przeważają pustynie, gdzie temperatury w lecie przekraczają 38 °C, a na północy śnieżne szczyty, gdzie temperatury zimą spadają wiele stopni poniżej zera.
Chociaż Nowy Meksyk jest piątym co do wielkości stanem USA pod względem powierzchni, to jest szóstym – najmniej zaludnionym. Około jedna czwarta ludności mieszka w mieście Albuquerque, w środkowej części stanu.
Nowy Meksyk ma wiele zalesionych dolin i szczytów w południowych Górach Skalistych, pustynnych kanionów na południu, a na wschodzie wysokich płaskowyżów Wielkich Równin. W stanie Nowy Meksyk znajduje się 88 nazwanych pasm górskich. Góry Skaliste biegną wzdłuż północnej części stanu i są znane jako Góry Sangre de Cristo (w języku hiszpańskim „Krew Chrystusa”). Góry te biegną wzdłuż wschodniego brzegu rzeki Rio Grande i obejmują szczyt Wheeler Peak, wznoszący się na wysokość 4013 m n.p.m. Na zachód od Rio Grande znajdują się pasma górskie Sierra Nacimiento i Jemez. Na półudniowym wschodzie, pasmo górskie Guadalupe utworzyło wiele kanionów, w tym McKittrick Canyon, Dog Canyon, Valley Canyon i wiele innych. Znajduje się tutaj Park Narodowy Carlsbad Caverns, jedno z najbardziej znanych miejsc jaskiniowych na świecie. Na południu stanu znajduje się rezerwat indiański Mescalero Apache, z najwyższym szczytem Sierra Blanca (3652 m n.p.m.), który jest jednym z wielu indiańskich rezerwatów w stanie.
- Najwyższy szczyt: Wheeler Peak (4013 m n.p.m.)
- Główne rzeki: Rio Grande, Pecos, Canadian River, San Juan i Gila River.
- Największy zbiornik wodny: Elephant Butte Reservoir (145,68 km²)
- Liczba hrabstw: 33  Osobny artykuł: Lista hrabstw w stanie Nowy Meksyk.

### Miejscowości

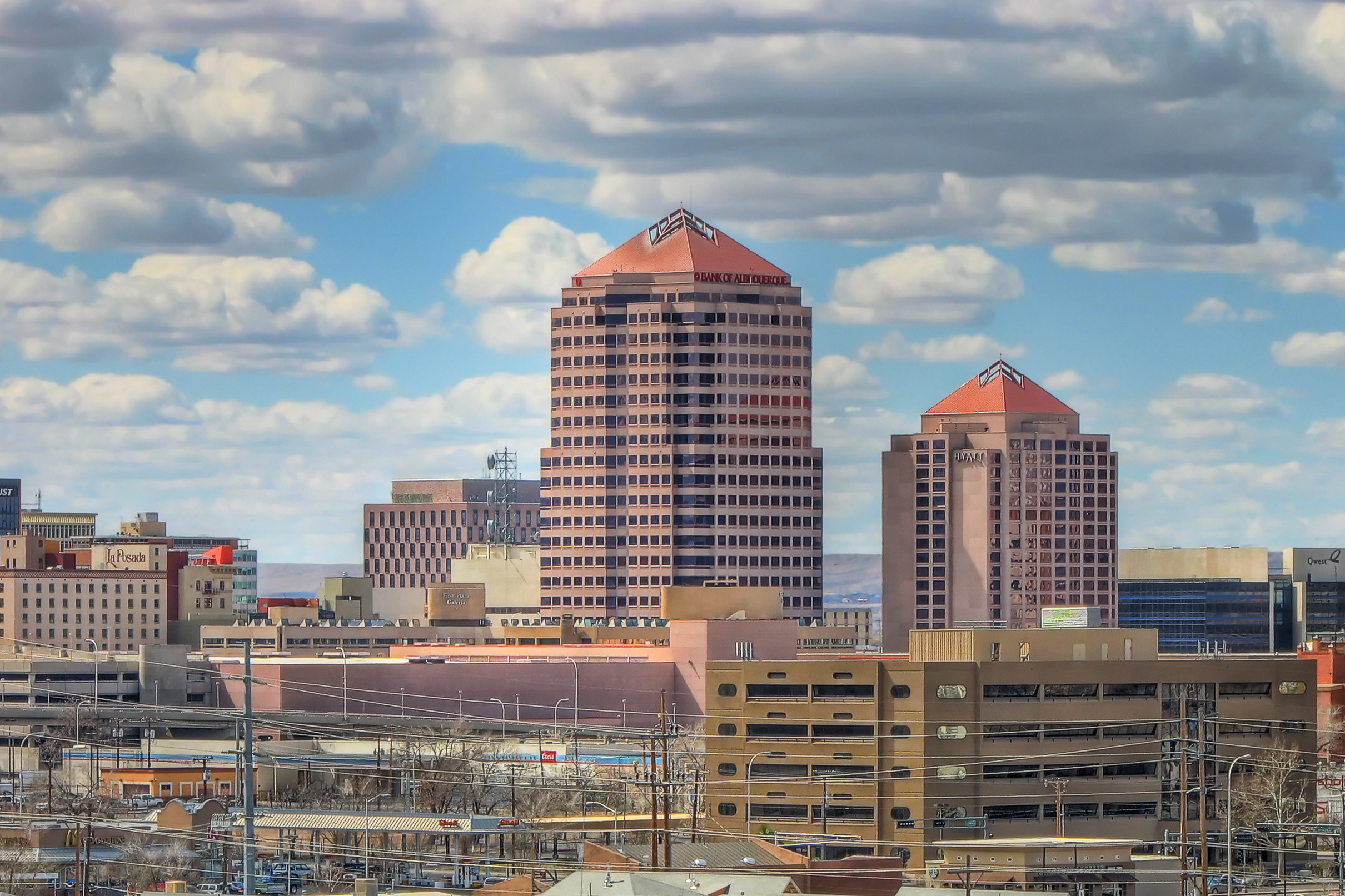
Centrum Albuquerque

Na terenie stanu Nowy Meksyk znajduje się 105 miast (city lub town) i wsi (village), w tym trzy o liczbie ludności przekraczającej 100 000, 19 powyżej 10 000 mieszkańców, a 61 powyżej 1000 mieszkańców (2021).
Lista miejscowości zamieszkanych przez 500 lub więcej osób (2021 r.):
- Albuquerque (562 599)
- Las Cruces (112 914)
- Rio Rancho (105 834)
- Santa Fe (88 193)
- Roswell (48 081)
- Farmington (46 422)
- Hobbs (39 756)
- Clovis (37 988)
- Carlsbad (31 888)
- Alamogordo (31 652)
- Gallup (21 495)
- Los Lunas (17 861)
- Sunland Park (17 121)
- Deming (14 835)
- Las Vegas (13 157)
- Artesia (12 458)
- Portales (12 042)
- Lovington (11 426)
- Española (10 487)
- Silver City (9578)
- Bernalillo (9520)
- Grants (9170)
- Anthony (8666)
- Corrales (8584)
- Socorro (8414)
- Ruidoso (7769)
- Belen (7423)
- Bloomfield (7371)
- Taos (6595)
- Aztec (6163)
- Edgewood (6154)
- Truth or Consequences (6062)
- Raton (6047)
- Los Ranchos de Albuquerque (5866)
- Tucumcari (5207)
- Rio Communities (4977)
- Bosque Farms (4076)
- Peralta (3406)
- Eunice (2997)
- Santa Rosa (2846)
- Clayton (2755)
- Ruidoso Downs (2648)
- Tularosa (2637)
- Milan (2549)
- Lordsburg (2273)
- Jal (2147)
- Bayard (2097)
- Moriarty (1940)
- Mesilla (1796)
- Questa (1735)
- Santa Clara (1606)
- Hatch (1552)
- Estancia (1501)
- Columbus (1459)
- Elephant Butte (1427)
- Capitan (1405)
- Pecos (1381)
- Loving (1337)
- Hurley (1247)
- Angel Fire (1213)
- Dexter (1072)
- Hagerman (978)
- Carrizozo (972)
- Logan (970)
- Springer (942)
- Texico (933)
- Chama (912)
- Mountainair (883)
- Fort Sumner (878)
- Cimarron (808)
- Magdalena (808)
- Cloudcroft (777)
- Tatum (697)
- Cuba (635)
- Melrose (609)
- Kirtland (579)
- Red River (539)

## Demografia

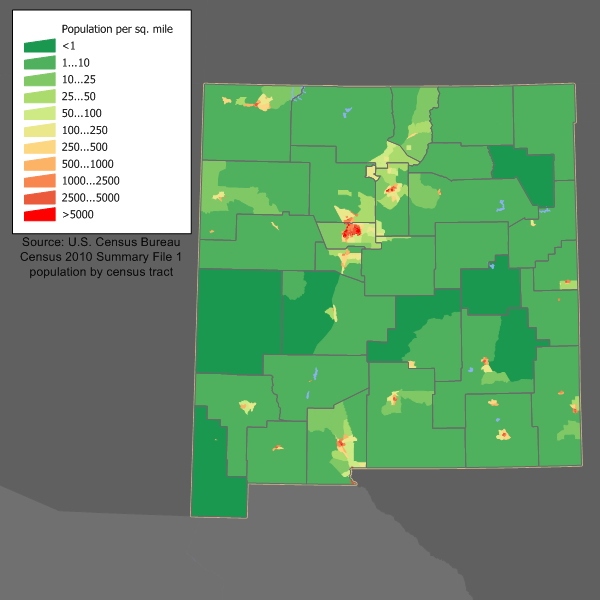
Gęstość zaludnienia w Nowym Meksyku.

Spis ludności z roku 2020 stwierdza, że stan Nowy Meksyk liczy 2 117 522 mieszkańców, co oznacza wzrost o 58 343 (2,8%) w porównaniu z poprzednim spisem z roku 2010. Dzieci poniżej piątego roku życia stanowią 5,8% populacji, 22,7% mieszkańców nie ukończyło jeszcze osiemnastego roku życia, a 18% to osoby mające 65 i więcej lat. 50,5% ludności stanu stanowią kobiety.

### Język
W 2010 roku najpowszechniej używanymi językami były:
- język angielski – 63,96%,
- język hiszpański – 28,45%,
- język nawaho – 3,5%,
- język keres – 0,68%.

### Rasy i pochodzenie
Według danych pięcioletnich z 2022 roku, 59,2% mieszkańców stanowiła ludność biała (35,6% nie licząc Latynosów), 16,5% miało rasę mieszaną, 9,4% to rdzenna ludność Ameryki, 2,1% to czarnoskórzy Amerykanie lub Afroamerykanie, 1,6% to Azjaci, 0,09% to Hawajczycy i mieszkańcy innych wysp Pacyfiku. Latynosi stanowią 49,8% ludności stanu.
Hiszpańscy Amerykanie stanowili większość populacji do lat 40. XX wieku. W 2022 roku największe grupy stanowiły osoby pochodzenia meksykańskiego (32,5%), hiszpańskiego (8,4%), niemieckiego (8,1%), angielskiego (7,4%), irlandzkiego (6,3%) i Nawahowie (5,8%). Inne duże grupy obejmują osoby pochodzenia „amerykańskiego” (85,2 tys.), włoskiego (48,5 tys.), szkockiego lub szkocko-irlandzkiego (48,4 tys.), Indian Pueblo (43,4 tys.), europejskiego (nieokreślonego) (43,2 tys.), francuskiego (36,9 tys.), szwedzkiego lub norweskiego (30,8 tys.) i polskiego (21,3 tys.).

### Religia
Dane z 2014 r.:
- protestanci – 38%:
  - baptyści – 13%,
  - ewangelikalni – 7%,

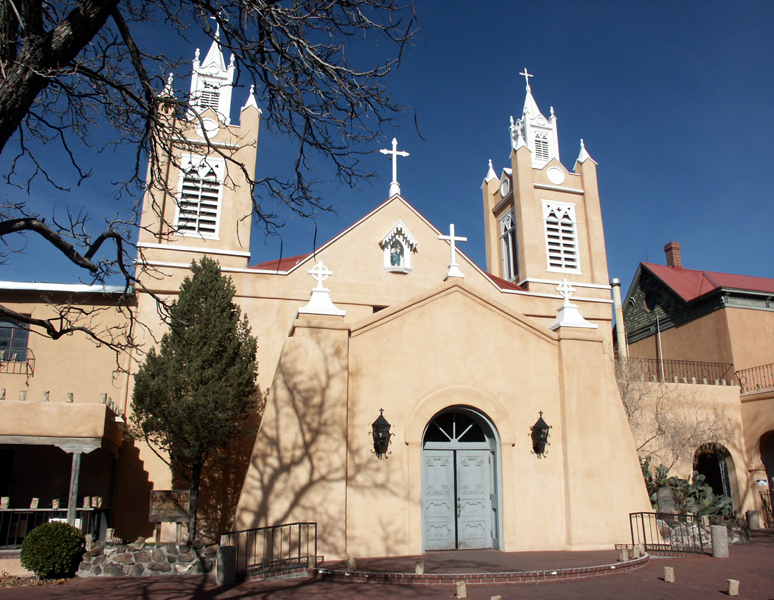
Katolicki kościół św. Filipa Neri w Albuquerque

  - pozostali – 18% (głównie: zielonoświątkowcy, metodyści, campbellici, kalwini, luteranie, anglikanie i uświęceniowcy),
- katolicy – 34%,
- brak religii – 21% (w tym: 5% agnostycy i 3% ateiści),
- mormoni – 2%,
- pozostałe religie – 5% (w tym: New Age, świadkowie Jehowy, buddyści, żydzi, muzułmanie, bahaiści, unitarianie uniwersaliści, prawosławni i hinduiści[12]).

## Gospodarka

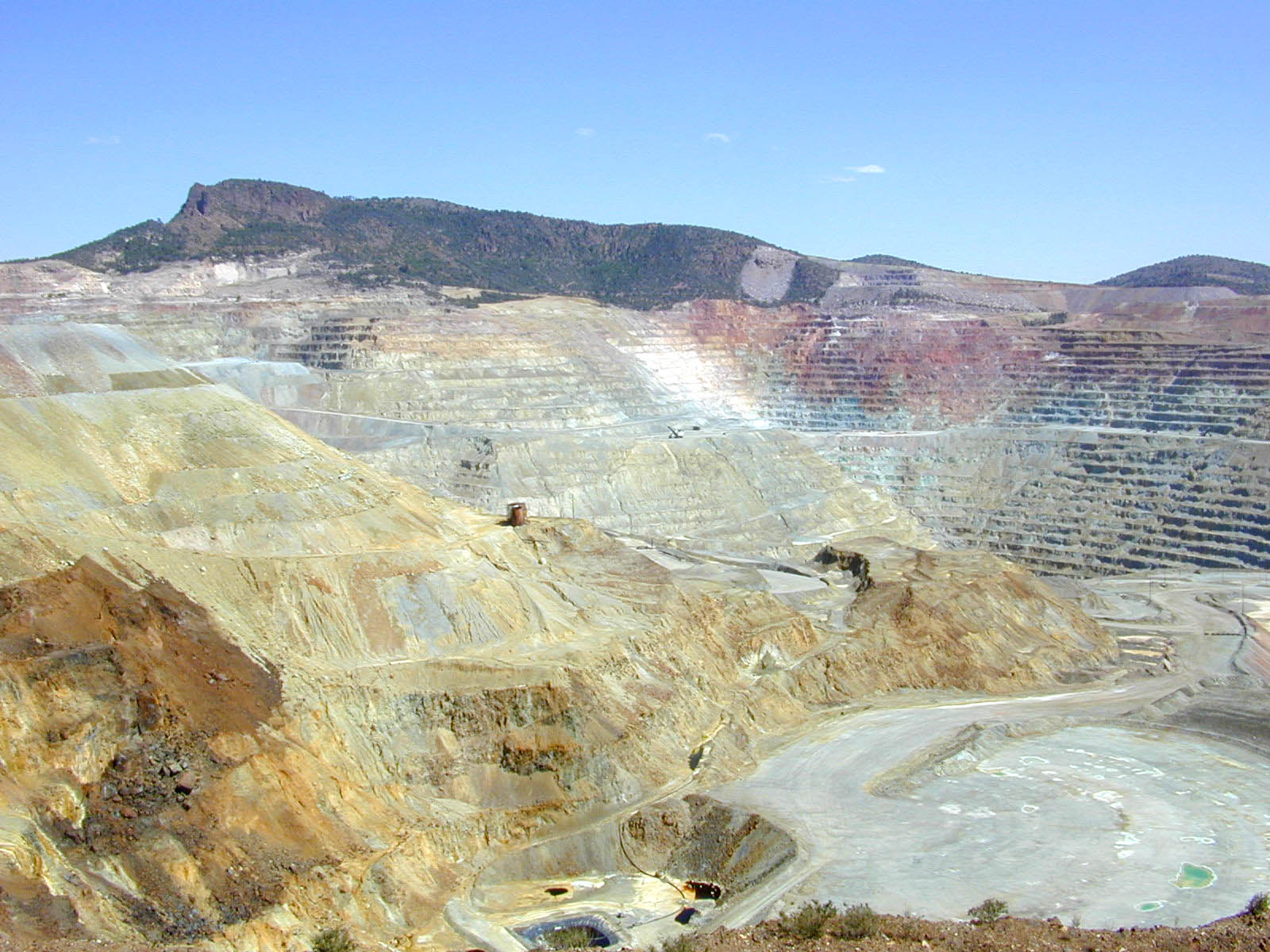
Kopalnia miedzi Chino w Santa Rita

Głównymi pracodawcami w Nowym Meksyku są opieka zdrowotna, handel detaliczny, hotelarstwo i usługi edukacyjne. Około jedna czwarta produktu krajowego brutto (PKB) stanu pochodzi z działań rządowych, w tym federalnych przedsiębiorstw cywilnych, takich jak Departament Energii w Los Alamos National Laboratory.

### Przemysł i energia
Nowy Meksyk jest ósmym co do wielkości producentem energii w kraju, głównie ze względu na produkcję ropy naftowej, gazu ziemnego i węgla. Stan nie posiada elektrowni jądrowych, ale ma drugą pod względem wielkości rezerwę uranu w kraju. Mimo że obecnie nie pracuje żadna kopalnia uranu, znaczne ilości uranu wydobyto w tym stanie w latach 1948–2002. Nowy Meksyk ma znaczne zasoby odnawialne, zwłaszcza z wiatru i energii słonecznej.

### Rolnictwo
Nowy Meksyk konsekwentnie plasuje się w czołówce trzech stanów produkujących najwięcej pekanu i ma jedne z największych stad mlecznych w kraju. Do innych głównych upraw należą cebula, papryka chili, bawełna, kukurydza, pszenica i sorgo. Znaczny dochód przynosi także produkcja siana z lucerny.

### Turystyka

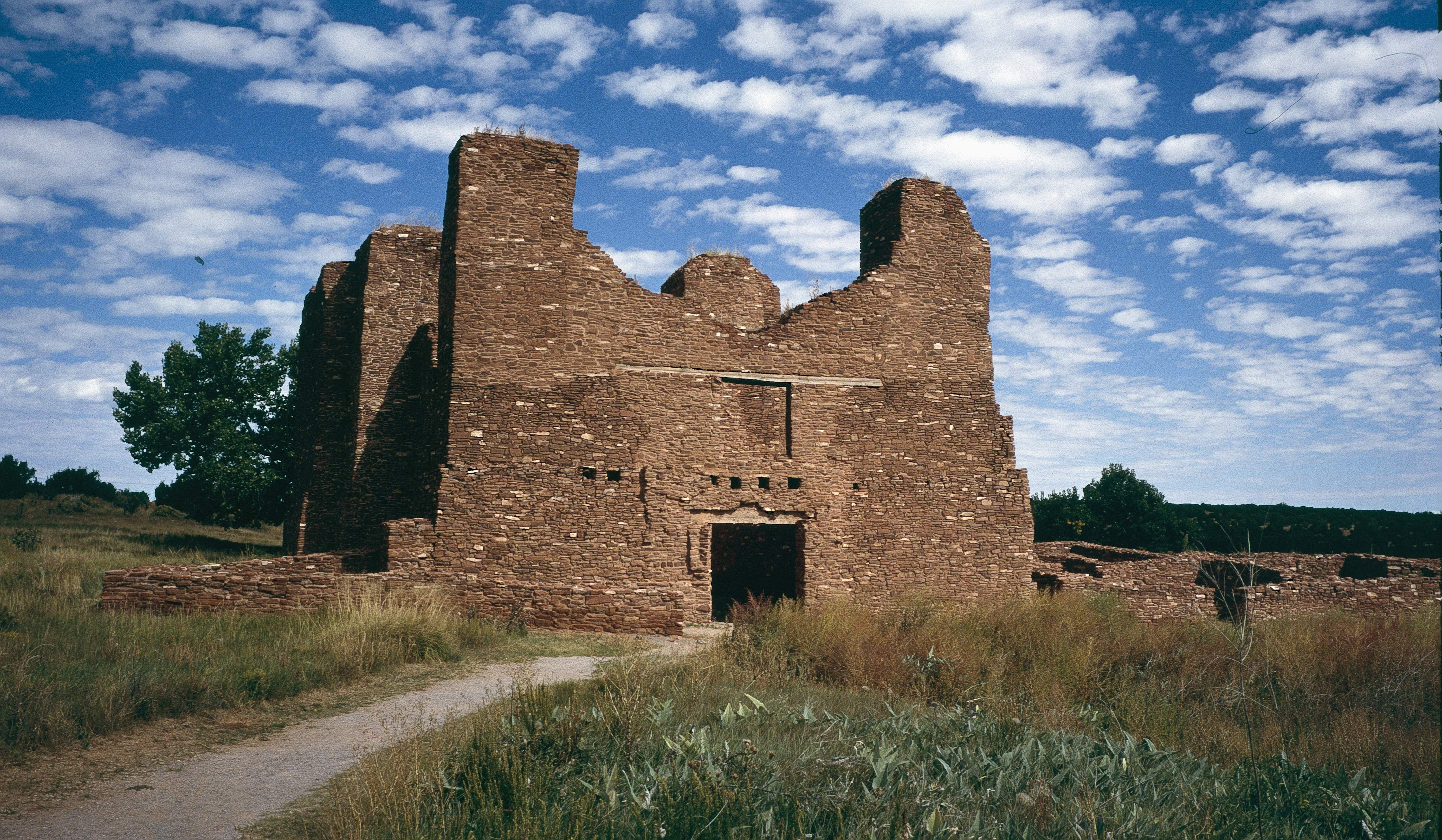
Zabytkowy kościół Quarai, pozostałości XVII-wiecznej hiszpańskiej misji franciszkańskiej

Turystyka jest jedną z głównych gałęzi gospodarki w Nowym Meksyku. Stan znany jako „Kraina Oczarowania” przyciąga miliony turystów każdego roku. Do głównych atrakcji należą indiańskie ruiny i ceremonie, górskie i pustynne krajobrazy, wiele parków narodowych i zabytków o znaczeniu kulturalnym, historycznym i naukowym. Park Narodowy Carlsbad Caverns, który zawiera ponad 100 jaskiń ma co roku ponad 400 tys. odwiedzin.
Albuquerque International Balloon Fiesta, który odbywa się zawsze w październiku, jest jednym z największych festiwali baloniarskich na świecie.

## Uczelnie
- University of New Mexico
- University of Albuquerque
- New Mexico State University
- Eastern New Mexico University
- Western New Mexico University
- New Mexico Highlands University
- United World College-USA(inne języki)

## Interesujące miejsca
- Park Narodowy Carlsbad Caverns,
- Trinity Test Site – miejsce pierwszego (próbnego) wybuchu nuklearnego dokonanego 16 lipca 1945 roku niedaleko Alamagordo,
- Poligon Rakietowy White Sands – miejsce wczesnych amerykańskich prób rakietowych (rakiety V2, Werner von Braun),
- okolice miasta Roswell – słynące z miejsca legendarnej, domniemanej katastrofy UFO,
- obserwatorium radioastronomiczne Very Large Array – w pobliżu miasta Socorro, posiadające radioteleskop składający się z 27 anten parabolicznych o średnicy 25 m każda,
- Spaceport America – pierwszy prywatny port kosmiczny zbudowany przez Virgin Galactic należące do Richarda Bransona.

### Pomniki narodowe
- White Sands National Monument[17]
- Aztec Ruins National Monument
- Bandelier National Monument[18]
- El Morro National Monument
- Historyczny Park Narodowy Kultury Chaco
- Gila Cliff Dwellings National Monument[19]
- Salinas Pueblo Missions National Monument